# Difluoruro di ossigeno
Il difluoruro di ossigeno è il composto chimico binario dell'ossigeno con il fluoro avente formula molecolare OF2. La molecola triatomica è angolare, come prevedibile in base alle indicazioni del modello VSEPR. È un gas molto tossico, fortissimo ossidante, ma non è di uso comune.

## Sintesi
Il difluoruro di ossigeno fu preparato per la prima volta da P. Lebeau e A. Damiens nel 1929; fu ottenuto elettrolizzando una miscela fusa di fluoruro di potassio e fluoruro di idrogeno in presenza di una piccola quantità di acqua. Attualmente la sintesi avviene facendo reagire fluoro gassoso con una soluzione diluita di idrossido di sodio; si forma anche fluoruro di sodio come prodotto secondario:
2 F2 + 2 NaOH →  OF2 + 2 NaF + H2O

## Reattività
Il difluoruro di ossigeno è un fortissimo ossidante, come suggerito dal fatto che in questo composto il numero di ossidazione dell'atomo di ossigeno è +2, valore inusuale. OF2 è il più stabile dei fluoruri di ossigeno. Quando è puro è stabile anche a 200 °C; al di sopra di questa temperatura si decompone in ossigeno e fluoro con un meccanismo radicalico.
OF2 reagisce con molti metalli formando ossidi e fluoruri. Anche i non metalli reagiscono: ad esempio il fosforo reagisce con OF2 formando PF5 e POF3; lo zolfo forma SO2 e SF4;  lo xeno pur essendo un gas nobile reagisce formando XeF4 e ossifluoruri di xeno come XeOF2 e XeOF4.
Il difluoruro di ossigeno reagisce molto lentamente con acqua formando acido fluoridrico:
OF2(aq) + H2O(aq) → 2 HF(aq) + O2(g)

## Usi
Essendo un fortissimo ossidante, il difluoruro di ossigeno fu in passato studiato come possibile propellente per razzi. Attualmente non è utilizzato in nessun processo di sintesi industriale.